# Virbalis
Virbalis ( escoltar (?·pàg.)) és una ciutat del districte municipal de Vilkaviškis al Comtat de Marijampolė (Lituània). Es troba a 12 km a l'oest de la ciutat de Vilkaviškis.
S'esmenta sovint en la història, així com en la literatura moderna. Era el lloc de la formació de la Confederació Wierzbołów de Paweł Jan Sapieha el 1655 durant el Diluvi (part de la Segona Guerra del Nord). Més tard va ser la primera estació de diligències i més tard la primera estació de tren, a l'Imperi Rus en sortir d'Alemanya.
Quan en 1861 una branca de ten Sant Petersburg - Varsòvia va ser construït a partir de Vílnius a la frontera de Prússia, on es va vincular a la línia de Ferrocarril de l'Est de Prússia, l'estació russa fronterera prop de la localitat de Kybartai va ser anomenat pel veïnatge a la ciutat de Verzhbolovo. Mentrestant Kybartai s'havia convertit en una ciutat més gran que Virbalis, i l'estació fronterera amb Lituània avui en dia també s'anomena Kybartai. L'estació alemanya del ferrocarril de l'est de Prússia al costat occidental de la frontera era Eydtkuhnen, que avui és l'estació de la frontera russa i s'anomena Chernyshevskoye.